# フェイザー

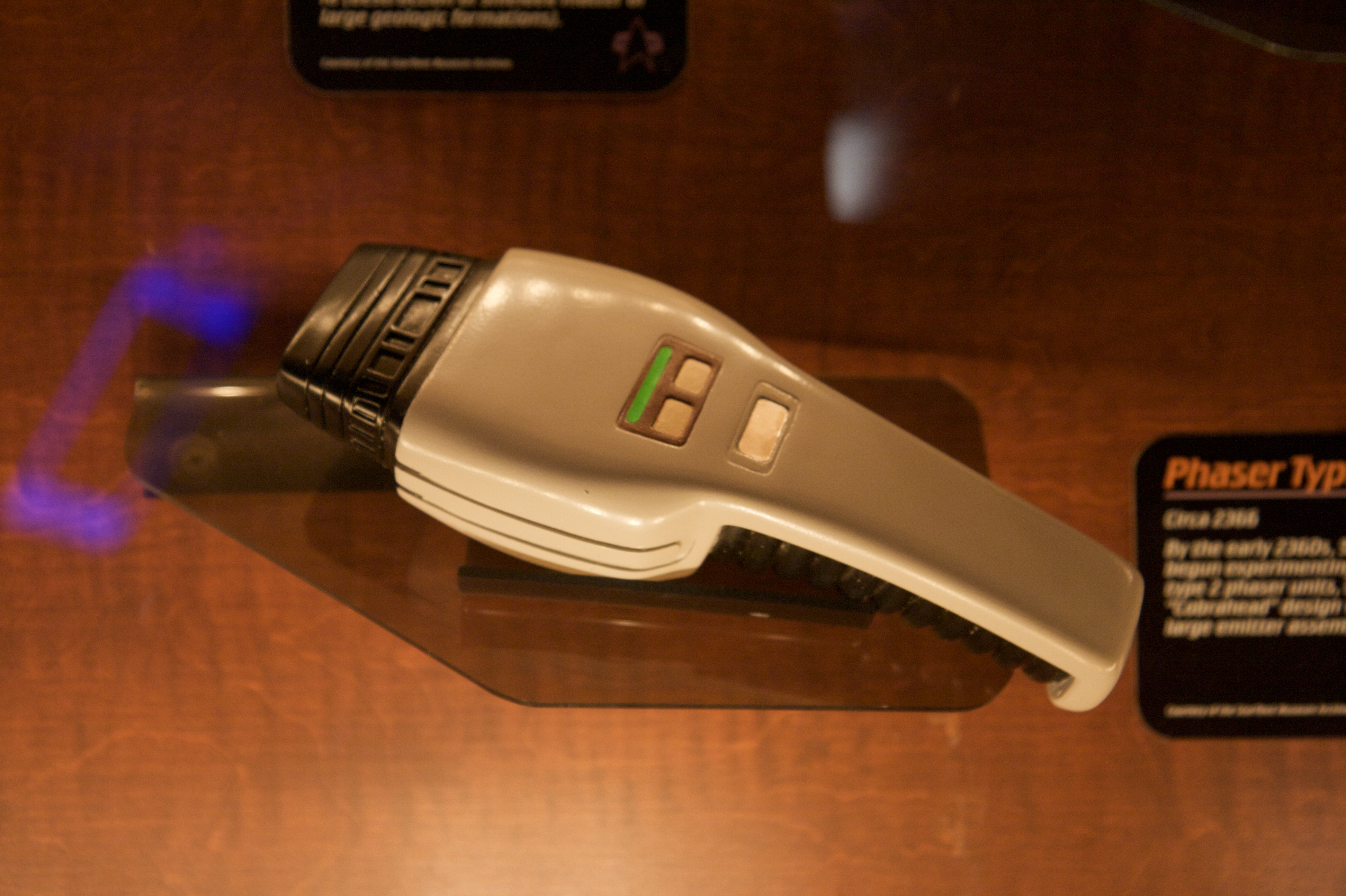
TNG初期シーズンのタイプ２フェイザー

フェイザー（Phaser）とはアメリカのSFドラマ『スタートレック』シリーズに登場する架空のビーム兵器である。ノベライズの「宇宙大作戦」シリーズの初期〜中期にかけては、「位相光線砲（銃）」と訳され、中期〜後期にかけては「位相光線砲（銃）」の表記に「フェイザー」の振り仮名が、現在のスタートレック作品ではそのままカタカナで「フェイザー砲（銃）」と訳されている。

## 概要
スタートレックシリーズの世界において23世紀に発明されたとされる「殺傷力の強い光速伝播のビーム兵器」で、いわゆる光線銃である。主人公の宇宙艦隊士官がもっとも使用する武器のひとつで、惑星上陸任務には拳銃型のフェイザーを携行する他、宇宙艦同士の交戦においても重要な武器となっている。
フェイザーは人間が携行可能なハンドフェイザー（タイプ1～3）から、艦載型のフェイザーバンク（タイプ4～12）まで出力により細かい規格分けがされているが、劇中に最もよく登場するのは拳銃型のタイプ2フェイザー、ライフル型のタイプ3フェイザー、主人公の艦に搭載された艦載型のタイプ10フェイザーである。対人拳銃であるタイプ2フェイザーは出力調整がかなり厳密に設定可能であり、宇宙艦隊では最弱レベルの「麻痺」が多く使われるが、強レベルで撃つと被弾した人間は「気化」してしまうほどの威力がある。なお「バンク」は「土手、土盛り」を意味するが、スタートレックではフェイザーやディスラプターの艦載砲台のことをバンクといい（フェイザーバンク、ディスラプターバンク）、フェイザーエネルギーの残量のことではない。
「フェイザーを麻痺にセットしろ」はカーク船長の名台詞のひとつである。またフェイザーは「東京の宇宙艦隊科学研究所で開発された」という裏設定がある。

### 原理
「Phaser」は「位相エネルギー整流作用」(PHASed Energy Rectification)の略称とされており、スタートレックの世界においては位相変換型エネルギー兵器（ナディオン素粒子によるビーム兵器）の総称である。
タージオンやグルーオンといった原子間核力を伝達する素粒子の一種である「高速ナディオン」という架空の素粒子を「フシギノウミ結晶」に通すことで起こる「高速ナディオン効果/RNE（Rapid Nadion Effect）」という爆発的な反応を制御しビーム状に指向性放射をすることで、対象物を原子未満のレベルにまで破壊する力を得る。フェイザーは発射装置にパワーを注入することで発生するが、エネルギー源は電力でもプラズマでもよい。
この「ナディオン」という単語はスタートレック劇中においても比較的よく聞くことができる。宇宙艦のセンサーがナディオン放射を探知した場合、それはフェイザーおよび類似兵器のディスラプターの発砲に由来する可能性が高いため、武器サインととらえられるためである。

### 分類
惑星連邦のフェイザーは、規模により個人携帯用のタイプ1〜3、艦載用のタイプ4〜12が存在する。艦載用のものにはフェイザータレット型（固定砲座式の、船体表面に設置された球状の砲台）・フェイザーアレイ型（船体表面にレール状に直列設置されたフェイザーバンク。発射角度に死角がなく同時に様々な方向へ撃てる）・キャノン型（高出力だが特定の一方向にのみ発射可能なバンク）がある。
- タイプ1：ハンドフェイザー。パソコンのマウスのような形状の護身用の小さなハンドフェイザーだが、ほとんど見かけない。
- タイプ2：ハンドフェイザー。最もよく見かける一般的なハンドフェイザーで、23世紀では拳銃型、24世紀ではコブラヘッド型のものが主流。
- タイプ3：フェイザーライフル。タイプ2と威力は同じだがより照準がつけやすく、パワーセル（電池）も大きい。
- タイプ4：艦載フェイザー。シャトルクラフト（短距離用小型ワープ艇）に装備されるフェイザーバンク。
- タイプ5：フェイザータレット。フェイザー導入時の23世紀宇宙艦に搭載された初期型の艦載フェイザー。初代エンタープライズやディスカバリーに搭載。
- タイプ6：フェイザータレット。コンスティテューション級改やミランダ級、エクセルシオール級など23世紀後期の宇宙艦に搭載された。エンタープライズAに搭載。
- タイプ7：フェイザータレット。タイプ6よりも強化された艦載フェイザー。U.S.S.エンタープライズ NCC-1701-Bに搭載。
- タイプ8：フェイザータレット。タレット型最終モデルで、24世紀に運用されているエクセルシオール級やミランダ級に搭載。
- タイプ9：フェイザーアレイ。24世紀初期に登場し、レール状にバンクが並べられ発射角度と出力が大幅にアップした艦載フェイザー。U.S.S.エンタープライズ NCC-1701-Cに搭載。
- タイプ10：フェイザーアレイ。24世紀中後期にみられる大出力フェイザー。U.S.S.エンタープライズ NCC-1701-Dとヴォイジャーに搭載。
- タイプ11：フェイザーアレイ。タイプ10よりさらに出力アップされたモデル。
- タイプ12：フェイザーアレイ。24世紀後期最強のフェイザーで、U.S.S.エンタープライズ NCC-1701-Eやプロメテウス級などの交戦を前提とした艦に搭載されている。
- 『スタートレックVI 未知の世界』ではクリンゴン艦に乗り込んだゴルコン首相の暗殺犯が、「火炎型フェイザー」と言う宇宙連邦では使用が禁止されているフェイザーでゴルコン首相を射殺している。しかしこの火炎型フェイザー銃の詳細については語られていない。

#### ハンドフェイザー
拳銃タイプのタイプ2フェイザーは16段階の出力調整が可能で、大別して「麻痺」「加熱」「破壊」の3種の用途で使用する。最弱のレベル1では、撃たれた相手がほんの数分失神する程度の威力であるが、最強のレベル16では建物が半壊するほどの威力となり、人体にビームが直撃すれば一瞬で蒸発してしまう。またビームの幅をワイドに設定することも可能で、至近距離ならば広範囲を一度に破壊することができる。
ライフルタイプのタイプ3フェイザーは威力はタイプ2と同じだが、照準器がついていて狙いがつけやすくパワーセルも大型でエネルギー容量も多いため、白兵戦を前提とした任務に用いられる（宇宙艦隊士官はフェイザーライフルを構えつつ、ハンドフェイザーも携行する）。

#### フェイザーバンク
フェイザーバンク（艦載フェイザー）でもっとも見られるのは、ジャン=リュック・ピカード艦長のU.S.S.エンタープライズDと、キャスリン・ジェインウェイ艦長のU.S.S.ヴォイジャーに搭載されているタイプ10フェイザーである。タイプ10は24世紀後期の連邦艦の標準的な武装であり、艦に降りかかる多くの危機を撃ち払った。ベンジャミン・シスコ艦長のU.S.S.ディファイアントには通常のビーム式フェイザーの他、機関銃のように弾丸状のフェイザーを連射するパルスフェイザーが搭載されている。このパルスフェイザーは主要エンジンであるワープコアから伸びたプラズマコンジットとフェイザーバンクが直結し出力が2倍にアップされる特殊仕様がされている。またピカード艦長の2隻目の艦・U.S.S.エンタープライズE、およびVOYに登場したU.S.S.プロメテウスにはタイプ12フェイザーが搭載されている。タイプ12の破壊力はすさまじく、一斉掃射で連邦のネビュラ級艦に深刻なダメージを与え、ロミュラン帝国の戦艦ウォーバードをも撃破した。
またTNG最終話において登場した、可能性の未来における25年後のU.S.S.エンタープライズDは第1船体下部に全長200m近い大型砲身を持つスーパーフェイザーキャノン（フェイザースパイラルランス）を搭載していた。このスーパーフェイザーキャノンの破壊力は絶大で、クリンゴン帝国のネグヴァー級戦闘艦の船体をたやすく撃ち抜き撃墜したほどであった。

### 類似兵器 ディスラプター
同様のナディオンビーム兵器にディスラプターという武器がある。ディスラプターはクリンゴン、ロミュラン、ブリーン、カーデシア、ボーグといったいわゆる交戦的種族が用いる武器で、黄～オレンジ色のフェイザービームに対して緑～青白いビームとなっている。
スタートレックの世界には使用する素粒子ビーム兵器がフェイザー派の種族とディスラプター派の種族がおり、主人公と敵対する種族はおおむねディスラプター派である。なおディスラプターはフェイザーのようなビーム式と、光子魚雷のような光弾式がありどちらもよく用いられる。

### 類似兵器 フェイズ砲
22世紀半ばを舞台とするシリーズ『スタートレック:エンタープライズ』の深宇宙探査艦エンタープライズNX-01には、「フェイズ砲(Phase cannon)」という武器が搭載されている。正確には「位相変調エネルギー兵器（phase modulated energy weapon）」という。ただし威力は低く、異星人からは「低レベルの素粒子ビーム兵器」と呼ばれたこともあった。
ENT12話「言葉なき遭遇」において、エンタープライズNX-01の機関クルーが所属不明の不審船に対抗するために急遽完成させたこの兵器は一砲門あたり500GJ（ギガジュール）の出力を持ち、月に似た無大気の惑星で発射実験を行ったところ、突貫作業のせいでオーバーロードを起こし、マッキンレー山ほどの山（標高6200m）を跡形も無く消し飛ばした。
このフェイズ砲の出力(500GJ)はTNT火薬に換算するとほぼ120t（トン）のエネルギーに相当する。オーバーロードを起こせば10倍の5TJ（テラジュール）の出力であるからTNT火薬に換算するとほぼ1200t（トン）。このフェイズ砲が宇宙船に3門搭載されているため総出力は1.5TJ（テラジュール）。オーバーロードすれば10倍の15TJ（テラジュール）の出力。これは広島型原爆（55TJ《テラジュール》）のほぼ27％に相当するエネルギーである。つまり初期のフェイザー兵器であるフェイズ砲は決して脆弱ではない。しかし、劇中では不審船にはまったく効かず、人為的にオーバーロードを起こしてさえ不審船を損傷避退させるのがやっとであった（後発エピソードでは改修され、通常のフェイザー砲と同程度の演出効果を発揮している）。本エピソードはフェイズ砲それ自体よりも、「エンタープライズNX-01のクルーは、未知なる宇宙の脅威に対し、本部に逃げ帰ることなく自分たちの力だけで対処しようという気概と、対処できるだけの能力があるか」が重視されるエピソードであった。
劇場版第13作「スタートレック・ビヨンド」に登場した22世紀の宇宙艦U.S.S.フランクリンNX-326はパルスフェイズ砲（吹き替えでは「フェイザー砲」と誤訳）と空間魚雷を装備していた。

#### フェイズ銃
フェイズ銃（Phase pistol）はフェイズ砲をハンドガンタイプにした武器である。威力設定は「麻痺」と「殺傷」の2種類のみ。

## 破壊力
フェイザーは破壊力が強く、タイプ2のハンドフェイザーですら強出力で撃てば人体を原子未満レベルにまで蒸発させ、最大出力では巨大な岩石をも吹き飛ばすほどの破壊力を持つ。ただしハンドフェイザーを最大出力で撃つ場面は劇中にはなく、常に必要最低限のパワーで発砲される。なおハンドフェイザーは宇宙艦の隔壁によく用いられる非常に硬いデュラニウム合金を撃ち抜くほどの威力はなく、ランナバウト（大型シャトル）のデュラニウム合金製ハッチを焼き切るのにも1時間かかるとされている（DS9 7話「超生命体"Q"」）。
一方で艦載フェイザーの威力はすさまじい。デュラニウム合金は宇宙艦の船体隔壁の素材として22世紀のエンタープライズNX-01の時代から使用されているが、ENT95話「暗黒の地球帝国　後編」で見られた22世紀のI.S.S.アヴェンジャーNX-09と23世紀のU.S.S.ディファイアントNCC-1764の交戦では、防御シールド技術のないI.S.S.アヴェンジャーNX-09の船体はU.S.S.ディファイアントNCC-1764のタイプ5フェイザーと光子魚雷の威力の前に歯が立たず、あっというまに撃沈してしまった。劇場版2作目「カーンの逆襲」では、U.S.S.リライアントNCC-1864のタイプ6フェイザーが防御シールドの停止したU.S.S.エンタープライズNCC-1701の船体をやすやすと引き裂いた。
U.S.S.エンタープライズNCC-1701-DやU.S.S.ヴォイジャーNCC-74656に搭載されているタイプ10フェイザーにいたっては、一撃で惑星表面の広範囲を焼き払うことができ、ビームを収束させれば惑星の地殻をいとも簡単に撃ち抜くことが可能である。フェイザーはデルタ宇宙域深部においても充分通用する威力を持ち、U.S.S.ヴォイジャーを襲う数々の危機から艦を救った。U.S.S.ディファイアントNX-74205に搭載されているパルスフェイザー砲や、U.S.S.エンタープライズNCC-1701-EやU.S.S.プロメテウスNX-59650のタイプ12フェイザーはさらに破壊力が強い。
なおタイプ9以降のフェイザーバンクはレール状に並べられて設置されたフェイザーアレイと呼ばれる仕様となっており、出力アップと発射角度の柔軟性を同時に実現している。アレイに並べられたフェイザーバンク1基当たりの出力は、U.S.S.エンタープライズNCC-1701-D（ギャラクシー級）のタイプ10で5.1メガワット、U.S.S.エンタープライズNCC-1701-E（ソヴェリン級）のタイプ12で7.2メガワットとなっている。

## 運用
対人兵器としてのフェイザーは人体を蒸発させるほどの絶大な破壊力を持つ。しかし宇宙艦同士の交戦においてはフェイザービームは敵艦の防御シールドによって分散されやすく、決め手とはなりにくい。ただし光速伝播であるため命中しやすく、残弾数を気にする必要もなく、さらにあらゆる角度に同時に何発も撃てるという利点がある。このため宇宙艦同士の戦闘では、まず連射の効くフェイザーを撃ち敵艦の防御シールドを弱らせ、そこへより破壊力のある反物質弾頭・光子魚雷を撃ち込むのがごく一般的な戦術である。なおこの際の光子魚雷は1発ではなく3発ほど同時発射していることが多い。
またフェイザーは光速伝播ビームであるため、ワープ（超光速移動）中の使用は基本的にされることがない。フェイザービームが艦周囲に張られたワープフィールドを抜け出した瞬間、ビームの速度は艦の速度の数百分の1にまで落ち、下手をすればビームが艦に跳ね返ってくるためである（劇場版12作「スタートレック：イントゥダークネス」ではワープ中にU.S.S.ヴェンジェンスから撃たれたフェイザーは曲がりながらU.S.S.エンタープライズに命中している）。そのためワープ中の攻撃はワープフィールド維持装置が組み込まれた光子魚雷が使われるが、フェイザーの使用不能により戦略の幅がかなり狭まるため滅多に見られない。なおワープ中のフェイザー発砲は理論上、至近距離まで敵艦に近づき、射程範囲内にまでワープフィールドを拡大すれば可能である。またボーグのトランスワープチューブのような亜空間トンネル内においても可能である。
艦隊士官の惑星等への上陸任務においては、士官は護身用としてタイプ2フェイザーを携行する。ただしフェイザーの対人発砲は艦隊規約によって厳しく制限されており、あくまで万が一に備え身を守るための手段である。またやむを得ず対人発砲する際も基本的に「麻痺」で使用する（ボーグや生命体8472など、強靭な肉体を持つ相手に対してはより出力を上げて使用することもある）。当初から交戦が想定された上陸任務においては、艦隊士官らはタイプ2フェイザーを腰につけ、両手でタイプ3フェイザーを構えた状態で転送される。
またハンドフェイザーは手榴弾代わりに、バッテリーをショートさせてオーバーロードさせた状態で投擲・爆発させる、極寒の惑星に取り残されたクルーが岩を熱して暖を採る、修理した機械の動力源としてエネルギーを流用する、周波数を調整しワイドビームでシールドを作るなどの応用的な使用もなされた。
『スタートレックVI 未知の世界』では、連邦所属航宙艦内で無許可で殺傷モード以上の高出力で発砲すると全艦に非常警報が自動発報されたりフェイザー銃に安全装置が自動でかかる描写もある。しかし、麻痺モードであろうとも至近距離で受けると、肉体や臓器が機能不全を起こし死亡に至ることもある。
『スタートレックVI 未知の世界』の作品中で、「連邦所属航宙艦内で無許可で殺傷モード以上の高出力で発砲すると全艦に非常警報が自動発報されたりフェイザー銃に安全装置が自動でかかる」を利用した殺人事件のアリバイのトリックが用いられている。
『宇宙大作戦』のエピソード「小惑星衝突コース接近」（小説『宇宙大作戦 小惑星回避作戦』に収録の「小惑星回避作戦」）
有人惑星に接近する、地球の月ほどの大きさの小惑星を破壊するため、スポック副長指揮の下、フェイザー砲を最大出力で小惑星の弱点めがけ、しかもワープ機関が焼損するまで延々と砲撃したが、結局目に見えるほどの損害は与えられなかった。
（参考：フェイザー攻撃前に、エンタープライズの防御シールドと小惑星を接触させ、小惑星の軌道を変える方法がとられたが、出力不足により失敗している。しかしなぜこの時に光子魚雷を使用しなかったのかは不明である。）
「スタートレック」（Star Trek The Motion Picture、小説『宇宙大作戦 スター・トレック』）
ワープエンジンの不安定が原因でワームホールに落ち込む事故に遭遇し、隕石（小説ではこの隕石は「山ほどの大きさのある…」と記述されている）と衝突しそうになった際に、カーク艦長は即座にフェイザー発射を命じたが、直後にデッカー副長が「待て！命令を変更する！！」と、命令を変更し、光子魚雷を発射させて隕石を破壊した事例があるが、これはフェイザーが威力不足だったわけではなく、改装されたエンタープライズのフェイザー砲は威力を高めるためにエンジン回路を使用する方式に改良されており、ワープ機関が不調の際はフェイザー砲が停止してしまうためである。カーク艦長は改修の内容を完全に把握しておらず、艦長復帰直後だったこともあってこのことを知らなかった。結局、隕石は光子魚雷によって破壊されたが、歴戦のカーク艦長が真っ先にフェイザー使用を下命していることから、フェイザーもこの程度の隕石を破壊できる威力はあるものと推定される。
『スタートレック:ディープ・スペース・ナイン』
ディファイアント級航宙艦には、ワープ機関のすぐ前方に戦闘機の機関砲のように固定された、パルスフェイザー砲も搭載されている。これは連続ビームではなくカメラのストロボのように小刻みに発射するビームであり効率良く密度が高い上にワープ機関に流れるエネルギーを流用する仕組みになっており、破壊力はきわめて大きい。

### 武器以外の運用
フェイザーは武器としての殺傷能力だけでなく、その位相周波数を持つビームという特性を利用した独特な使用法も見られる。TNG127話「タイムスリップ・エイリアン　後編」ではトリオリック波に近い周波数に設定したフェイザーの照射によって異星人の道具を作動させた。VOY65話「遠隔起源説」では位相を変える装置で姿を消したヴォス人を、周波数調整をしたフェイザーで撃つことでその遮蔽を破り、VOY97話「心は闘いに傷ついて」ではベラナ・トレス中尉の機転でフェイザーを使って艦内の一角にフォースフィールドを張った。また収束させたフェイザービームで岩盤を掘削するフェイザードリルといった土木用具もある他、地下鉱脈をフェイザーで掘る場面も見られる。